# Bahnhof Einsiedeln

Der Bahnhof Einsiedeln ist ein Kopfbahnhof im schwyzerischen Bezirk Einsiedeln. Er ist der Endpunkt der Bahnstrecke Wädenswil–Einsiedeln und der Bahnstrecke Rapperswil-Einsiedeln und wird von der Schweizerischen Südostbahn betrieben.

## Lage und Architektur
Der Bahnhof liegt am Rande des Dorfzentrums. Das Bahnhofsgebäude steht in Kopflage. Vor dem Bahnhof liegt eine stark befahrene Kreuzung mit Kreisel. Der Bahnhof ist seit dem Umbau offener gebaut, die Züge sind aus fast allen Richtungen problemlos zu Fuss zugänglich. Schon seit langem gibt es Anregungen, einerseits den Zugang zu verbessern, anderseits einen autofreien Bahnhofplatz zu schaffen. Jedoch scheiterte das immer wieder an finanziellen und infrastrukturellen Problemen, da sonst der gesamte Autoverkehr Einsiedelns neu geführt werden müsste.
Der Bahnhof umfasst zwei Mittelbahnsteige mit vier Geleisen für den Personenverkehr, dazu kommen noch Anschluss- und Abstellgleise, von denen auch eins bis zum Gebäude durchgezogen wurde.

## Geschichte

Bahnhofsgebäude (1964)

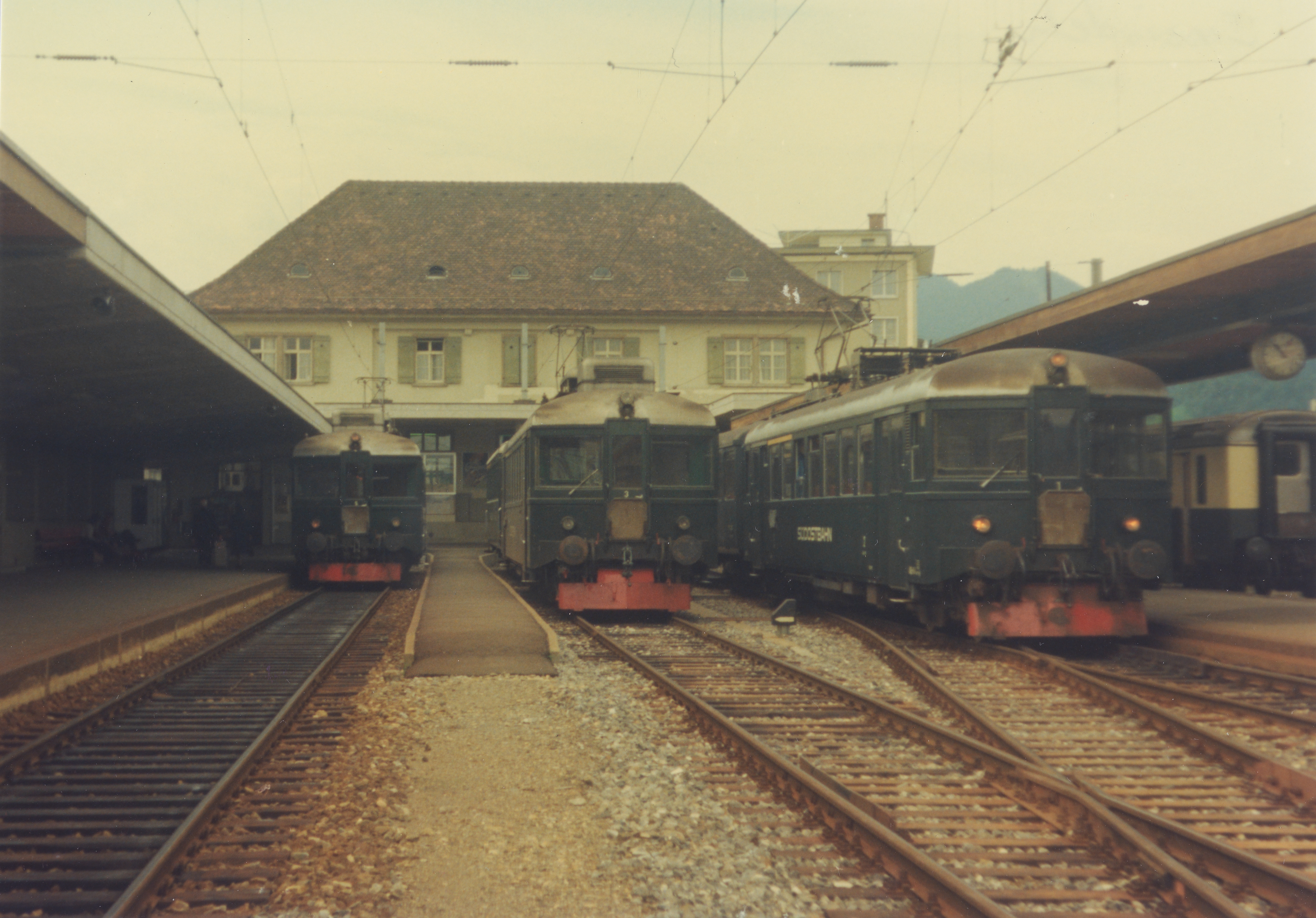
Kopfbahnhof (ca. 1980)

Der Bahnhof wurde am 1. Mai 1877 im Zug der Eröffnung der Wädenswil-Einsiedeln-Bahn (WE) dem Verkehr übergeben. 1899 gelangte er durch die Fusion der WE und der Zürichsee-Gotthardbahngesellschaft zur Schweizerischen Südostbahn (SOB), von der der Bahnhof heute noch betrieben wird.
Am 8. März 1970 stürzte ein Perrondach am Bahnhof ein. Der Grund waren starke Schneefälle welche gleichzeitig von Wind begleitet wurden. Der Wind hatte wegen des zusätzlichen Schnees eine grössere Angriffsfläche. Ein nebenstehender Zug führte zu einer ungünstigen Anströmung. Insgesamt führte das zum Einsturz des Dachs. Es gab keine Toten oder Verletzten bei diesem Ereignis. Der Einsturz führte dazu, dass Schnee und Windkräfte in neueren Normen überlagert werden müssen, was in den alten Normen nicht beachtet wurde.
1981 spielte er eine wichtige Rolle anlässlich des Besuches von Papst Johannes Paul II., der hier seinem Extrazug entstieg und zum Kloster pilgerte. Um dem grossen Verkehrsaufkommen gerecht zu werden, wurde zwischen Biberbrugg und Einsiedeln die Dienststation Neuberg errichtet, die bis heute das Kreuzen zweier Züge auf der ansonsten einspurigen Strecke ermöglicht.
Seit Einführung der S-Bahn Zürich 1990 ist er Endpunkt der S13 aus Wädenswil. Davor handelte es sich bei den Zugsverbindungen um Regionalzüge. Im Zuge der Regionalzugreformen 2004 wurden die fünfmal täglich verkehrenden Regionalzüge Siebnen-Wangen – Einsiedeln in halbstündlich verkehrende S40 Rapperswil – Einsiedeln umgewandelt.

## Verkehr
- S 13 Wädenswil – Einsiedeln
- S 40 Rapperswil – Pfäffikon SZ – Einsiedeln

Früher verkehrten werktags noch zwei mit SBB-Wagen und einer SOB Re 446 geführte S-Bahnzugspaare mit dem Übernamen Gipfeli-Express zum Bahnhof Zürich Altstetten. Diese Linie wurde 2014 eingestellt.
Der Bahnhof ist ein Knotenpunkt des regionalen Postauto-Netzes. Ab hier starten Buslinien ins Umland, wie zum Kloster, nach Trachslau – Alpthal – Brunni, Egg, Willerzell, Gross, Euthal oder Oberiberg – Unteriberg mit den Talstationen Weglosen und Laucheren der Hoch-Ybrig-Bahnen. Dadurch dient der Bahnhof als Eisenbahnanschluss für den gesamten mittleren Kantonsteil. Zusätzlich fährt der Nachtbus N40 von Einsiedeln auf Richterswil.